# Convento de Nossa Senhora da Ínsua
O antigo Convento de Nossa Senhora da Ínsua ou Convento de Santa Maria da Ínsua está situado no interior do Forte da Ínsua, em Caminha, no Viana do Castelo, em Portugal.
A sul da foz do Rio Minho, foi fundado por frades franciscanos 'observantes' provenientes da Galiza no fim do século XIV. Forma com o Forte da Ínsua um importante e muito raro conjunto patrimonial, peça chave da história da arquitectura mundial.[carece de fontes?]

## Situação geográfica
A Ínsua é uma ilhota granítica situada a sul da foz do rio Minho. Dista uns 200m da costa portuguesa e tem, no sentido norte-sul, uma extensão aproximada de 400m. A sua configuração actual é o resultado de um longo processo de evolução. Nos primórdios aquele maciço rochoso fazia parte do território espanhol formando juntamente com o Monte de Santa Tecla uma grande ilha que dividia a foz do rio Minho em dois braços. A dinâmica fluvial encarregou-se de ligar Santa Tecla a Espanha, separar a Ínsua do território espanhol (actualmente é ainda possível vislumbrar na maré baixa um aglomerado de rochas denominado Ínsua Velha que faria parte da anterior ligação) e aumentar a costa portuguesa pela acumulação de areias. De notar que periodicamente é possível fazer a pé a ligação entre a costa portuguesa e a Ínsua.

## Antecedentes de culto
Segundo Avieno, existiria na Ínsua, aquando da sua descrição das costas europeias no limiar do século IV, um templo dedicado a Neptuno, Deus dos Mares. No entanto, antes da fundação do Convento de Nossa Senhora da Ínsua o templo referido tinha já dado lugar a uma ermida cuja festa ocorria a 8 de Setembro. A ermida era dedicada à Nossa Senhora da Ínsua para os portugueses, a Santa Maria de Carmes para os galegos e a Santa Maria da Boa Viagem ou Santa Maria da Salva para os mareantes.

## O convento de Nossa Senhora da Ínsua
As origens do actual convento franciscano remontam à época do Grande Cisma do Ocidente. Quando este surgiu em 1378, Espanha passou a obedecer ao papa de Avignon e Portugal manteve-se obediente a Roma. Não contentes com a situação, um grupo de religiosos espanhóis provenientes da Galiza pediram a Bonifácio IX licença para se mudarem para Portugal e fundarem um Convento Franciscano da Observância. Bonifácio IX autorizou a 6 de Abril de 1392 a edificação de uma casa com oratório, torre sineira, refeitório e outras divisões necessárias, em lugar todavia honesto e decente. (Tiveram a mesma origem outros conventos da região, nomeadamente: Mosteiró, S. Francisco do Monte, S. Paio e S. Clemente das Penhas.)
Em 1392, o convento não passava de uma modesta casa, toda térrea e sem qualquer condição de defesa e a vida dos frades era de grande pobreza e penitência. Deve-se aos franciscanos desta época a descoberta de um poço de água doce na ilha.
Em 1471, frei Jorge de Sousa consegue fazer uma reedificação acrescentando mais algumas dependências e em 1498 é feito o sino. No fim do seu primeiro século de existência viviam no Convento 10 frades.
Neste convento fez noviciado, entre 1521 e 1522, frei André da Ínsua (1502-1571), eleito em 1547, Ministro Geral da Ordem dos Frades Menores.
A 8 de Julho de 1620, a vulnerabilidade das instalações e os frequentes ataques de piratas terão obrigado os religiosos a fundarem e a mudarem-se para o Convento de Santo António em Caminha. Ficaram apenas dois frades a cuidar do Convento convertido em oratório. No entanto, por intercedência do povo e de notáveis de Caminha, esta situação não durou muito tempo e em Maio de 1623 viviam na Ínsua 5 frades tendo como presidente Frei Lourenço de Évora.
Quando em 1630 o Padre Frei Francisco de Lisboa, então ministro provincial, visita o Convento e toma conhecimento da regra diária aí existente, determina através da Mesa das Definições, e como forma de conter os excessos de rigor dos religiosos:
- I – Que em todo o ano se não comesse mais que uma vez ao dia.
- II – Que ficassem no coro desde as matinas até à prima.
- III – Que todos se ocupassem no trabalho de casa, reparando-a, alimpando-a, recolhendo os cavacos da praia, e outras coisas semelhantes.
- IV – Que entre dia jamais se ajuntem a falar uns com os outros.
- V – Que aos sábados, e vésperas dos dias santos se não faça de comer para alguém.
- VI – Que na Quaresma se coma peixe poucas vezes.
- VII – Que enquanto houver pão, por mais bolorento, e duro que seja, não se procure outro, até se não gastar aquele.
- VIII – Que a esmola a vá pedir um donato de quinze em quinze dias à vila da Guarda, e quando ele não possa ir, o façam os irmãos seculares, paras se guardar maior recolhimento.

No âmbito das Guerras da Restauração, em 1649 começa a ser construído à volta do convento o Forte abaluartado, a pedido do rei D. João IV para protecção da costa portuguesa e dos próprios frades franciscanos.
Em 1834 extinguem-se de Portugal as Ordens Religiosas.